# Mustela altaica
La donnola degli Altai (Mustela altaica Pallas, 1811) è un mammifero carnivoro appartenente alla famiglia dei Mustelidi.

## Descrizione
La donnola degli Altai presenta scarso dimorfismo sessuale. I maschi misurano circa 22-28 cm dalla testa alla base della coda, e hanno una coda di 10-15 cm. Pesano tra i 230 e i 340 g. Le femmine sono leggermente più piccole: hanno una lunghezza testa-corpo di 22-25 cm, hanno una coda di 8,9-13 cm e pesano 110-230 g. Questa specie effettua mute stagionali in primavera e autunno. Il manto estivo consiste in una pelliccia di colore variabile dal grigio al grigio-bruno, con alcune zone di colore giallo chiaro, mentre quello invernale è di colore giallo scuro con alcune zone marroni. In entrambi questi mantelli, la regione ventrale ha colorazione variabile dal giallo chiaro al bianco crema. La parte superiore del capo, tra il muso e le orecchie, è solitamente di un grigio-bruno più scuro. La coda può avere tonalità più rossicce del dorso. Le labbra sono bianche e le vibrisse sul mento sono bruno-grigiastre.

## Biologia

### Comportamento
La donnola degli Altai è in grado di arrampicarsi, correre e nuotare. Il corpo allungato e le zampe corte le conferiscono una notevole agilità. Ha abitudini generalmente notturne, ma talvolta va a caccia anche durante il giorno. Malgrado sia solitaria, comunica con i conspecifici con segnali visivi e vocali. Ha una vista molto sviluppata. Emette suoni per segnalare la presenza di possibili predatori, proteggere il proprio territorio e durante l'accoppiamento. Quando si sente minacciata, emette un forte suono stridulo e secerne una sostanza dall'odore pungente e nauseante dalle ghiandole anali.

### Alimentazione
La donnola degli Altai, diversamente da altre specie del sottordine dei Caniformi, che sono onnivore, è rigorosamente carnivora. Si nutre prevalentemente di pika e arvicole, svolgendo così un ruolo ecologico importante nel ridurre o limitare il numero di questi roditori. Oltre a pika e arvicole, cattura anche topi muschiati, conigli, scoiattoli di terra, piccoli uccelli, lucertole, rane, pesci e insetti.

### Riproduzione
In linea generale, si ritiene che questa specie sia solitaria, a eccezione della stagione degli amori. Le sue abitudini riproduttive sono sconosciute, ma altre specie dello stesso genere sono poliginiche. I gruppi poliginici sono composti generalmente da un maschio e da più femmine. La donnola degli Altai si riproduce una volta all'anno. I maschi combattono strenuamente tra loro per avere accesso alle femmine. L'accoppiamento avviene di solito in febbraio o marzo, e i piccoli nascono generalmente in maggio. La gestazione dura 30-49 giorni, ma può protrarsi anche più a lungo, dal momento che la specie è in grado di ritardare l'impianto dell'ovulo; la femmina può accoppiarsi e far fecondare così l'ovulo, ma l'uovo può non impiantarsi subito nell'endometrio dell'utero fino a che non vi siano maggiori risorse alimentari, tali da garantire alla femmina di poter portare avanti la gravidanza e nutrire i piccoli. Le nidiate sono costituite da uno a otto piccoli. Alla nascita essi sono completamente inetti, richiedono cure continue e dipendono completamente dalla madre, hanno gli occhi chiusi e sono ricoperti solamente da una tenue peluria. L'allattamento si protrae per circa due mesi, e, dopo lo svezzamento, i giovani raggiungono l'indipendenza ma rimangono con la madre fino all'autunno. I giovani sono in grado di riprodursi già nella stagione degli amori seguente, quando non hanno ancora raggiunto un anno di età.

### Predatori
Sebbene non siano mai state registrate delle predazioni, è probabile che questa specie cada vittima talvolta di grossi uccelli. Tra i predatori terricoli potrebbero esserci lupi e volpi. Tuttavia, dal momento che la donnola degli Altai è una creatura combattiva, la maggior parte dei predatori potrebbe rivolgersi altrove e cercare una preda più facile. La durata media della vita di questa specie è di circa 7-10 anni.

## Distribuzione e habitat
L'areale della donnola degli Altai comprende Cina occidentale e settentrionale, Kashmir, Kazakistan orientale, Kirghizistan, Mongolia, Russia (Siberia meridionale e sud-orientale e Territorio del Litorale), Sikkim e Tagikistan. Una popolazione, forse, è presente anche in Corea del Nord. Si incontra generalmente in ambienti di alta quota (a 3500 m e oltre), così come in tundre ghiaiose, pascoli e foreste aperte. Trova rifugio nelle fenditure della roccia, nelle cavità degli alberi o in tane abbandonate da altri animali o che la donnola stessa ha fatto sloggiare con la forza.

## Tassonomia
Comprende le seguenti sottospecie:
- M. a. altaica Pallas, 1811 - Mongolia e Siberia meridionale;
- M. a. birulai Ognev, 1928 - Turkestan e Cina occidentale.
- M. a. raddei Ognev, 1928 - Siberia sud-orientale e Manciuria.
- M. a. temon Hodgson, 1857 - Kashmir, Himalaya e Tibet.

## Conservazione
La IUCN considera la donnola degli Altai prossima alla minaccia, dato che la sua sopravvivenza è minacciata da cambiamenti ambientali, dovuti soprattutto all'avanzare degli insediamenti umani, e da altri pericoli, come il traffico stradale, che ne possono ridurre la popolazione. Le mandrie di vacche, capre e pecore, inoltre, depauperano sempre più i pascoli, e le prede della donnola diminuiscono, poiché non trovano più ripari e fonti alimentari a sufficienza. La diminuzione delle prede è dovuta in parte anche alle campagne di avvelenamento della sua fonte di cibo principale, il pika. Questo animale viene considerato nocivo, poiché compete con il bestiame domestico per i pascoli. Inoltre, le donnole stesse possono rimanere uccise se consumano le carni dei pika avvelenati.
La specie compare nell'appendice III della Convenzione sul Commercio Internazionale delle Specie Minacciate (CITES). La categoria nella quale è inclusa comprende 45 specie protette in almeno un Paese che ha richiesto assistenza per controllarne il commercio e garantire così la loro sopravvivenza nel futuro. In India la donnola degli Altai gode di completa protezione già dal 1972. L'abbattimento di un esemplare, in questo Paese, può essere punito con una pena variabile dai tre ai sette anni di reclusione o una multa di 25.000 dollari.